# ジョン・D・ロバーツ
ジョン・D・ロバーツ（John D. Roberts, 1918年6月8日 - 2016年10月29日）は、アメリカ合衆国の化学者。物理化学、分光学、有機化学などの研究を通じ化学反応速度の理解に貢献した。

## 来歴
ロサンゼルス出身。カリフォルニア大学ロサンゼルス校から、1941年に学士号、1944年に博士号を受けた。その後カリフォルニア工科大学で、1963年から1968年に化学部門長、1980年から1983年に学部長など、いくつかの職に就いた。彼がマサチューセッツ工科大学から移籍してきた時、カリフォルニア工科大学で最初の女性の大学院生を連れてきた。

## 受賞など
- 1954年 - ACS純粋化学賞
- 1965年 - センテナリー賞
- 1967年 - ロジャー・アダムス賞
- 1972年 - ウィリアム・H・ニコルズ賞
- 1980年 - ライナス・ポーリング賞
- 1983年 - ウィラード・ギブズ賞
- 1987年 - プリーストリー賞
- 1990年 - アメリカ国家科学賞、ウェルチ化学賞
- 1991年 - グレン・T・シーボーグ・メダル
- 1994年 - アーサー・C・コープ賞、化学パイオニア賞
- 1999年 - 米国科学アカデミー賞化学部門
- 2001年 - ナカニシプライズ
- 2013年 - アメリカ化学者協会ゴールドメダル

ミュンヘン大学、テンプル大学、ノートルダム大学から名誉学位を受けている。

## 著作
- John.D.Roberts (1959). Nuclear Magnetic Resonance : applications to organic chemistry. McGraw-Hill Book Company. ISBN 9781258811662